# كرامة (ميانة)
كرامة هي قرية في مقاطعة ميانة، إيران. عدد سكان هذه القرية هو 202 في سنة 2006.